# Чураков, Степан Сергеевич
Степан Сергеевич Чураков (1909—1985) — советский художник-реставратор. Член Союза художников СССР. Заслуженный художник РСФСР.

## Биография
Родился в 1909 году в семье художника и скульптора-анималиста Сергея Михайловича Чуракова (1885—1949), который после окончания в 1901 году Коммерческого училища поступил в Московское училище живописи, ваяния и зодчества, но не окончил в нём курса; увлёкся толстовством и когда в 1906 году отказался по убеждениям от военной службы, был судим; в тюрьме венчался с Маргаритой Константиновной Вентцель (1888—1968) — сестрой астронома М. К. Вентцеля; с этапа, следовавшего во Ржев, сумел бежать с женой за границу, где (в Швейцарии) родился их первый сын, Сергей (1908—1964). Вторым сыном стал Степан, а всего в семье было шестеро сыновей и три дочери.
Степан Чураков учился в Московском художественно-промышленном техникуме (1925—1926) на факультете скульптуры у В. И. Мухиной. С 1926 года обучался живописи в реставрационной мастерской ГМИИ у П. Д. Корина. Под его руководством в 1929—1939 годах работал реставратором в ГМИИ. Первая картина, которую он реставрировал — «Сатир в гостях у крестьянина» Якоба Йорданса. В 1931—1932 годах под руководством В. Н. Яковлева работал с картинами из упразднённого Румянцевского музея: «Христос» Рембрандта, «Се человек» Тициана, «Иоанн евангелист» Карло Дольчи. Среди восстановленных им картин также — «Портрет старушки» Рембрандта, «Архитектурная фантазия с двориком» Франческо Гварди, «Мадонна с Младенцем» Пьетро Перуджино.
Также Чураков участвовал в реставрации монументальной живописи: восстанавливал стенные росписи и плафоны в Музее революции, в усадьбе «Архангельское», Малом театре; также — в Успенском соборе и Княгинином монастыре во Владимире (1940).
Важнейшие работы были осуществлены им в годы Великой Отечественной войны. В начале войны Чураков вместе с П. Д. Кориным и со своими братом и сестрой — Сергеем и Екатериной Чураковыми, участвовал в восстановлении фойе и плафона Большого театра, пострадавшего от авиабомбы. В 1942 году участвовал в работах по эвакуации и сохранению ценностей московских музеев, по реставрации «Севастопольской панорамы» (1943—1944). С сентября 1945 года состоял в штате отдела новой живописи Центральных художественно-реставрационных мастерских. В мае 1945 года он был командирован в Германию, где участвовал в поисках и спасении, а также реставрации картин Дрезденской галереи, а затем музеев Лейпцига и Берлина.
Чураковым был сформирован отдел масляной живописи художественно-реставрационных мастерских, которым он руководил с 1948 по 1959 год. Вместе с А. А. Фёдоровым, Н. И. Плехановым и С. Я. Бабкиным в этот период он участвовал в реставрации росписи М. А. Врубеля «Надгробный плач» из Кирилловской церкви в Киеве. В 1956 года проводил реставрацию картин, перемещённых из Германии после войны.
В 1959 году он вернулся в мастерскую реставрации живописи ГМИИ имени А. С. Пушкина, которой руководил после П. Д. Корина до 1978 года.
Степан Сергеевич Чураков является также автором ряда художественных и скульптурных работ, которые находятся в Третьяковской галерее, в художественных музеях Твери, Ульяновска, Красноярска, Севастополя.
В 1974 году он был удостоен звания «Заслуженный художник РСФСР». Награждён орденом ГДР «За заслуги перед Отечеством» 2-й степени (1962), званием почётного гражданина г. Дрездена (1963).
Умер в 1985 году.